# 鄭冑
鄭 冑（てい ちゅう、生没年不詳）は、中国三国時代の呉の人物。字は敬先。本貫は豫州沛国。父は鄭札。子は鄭豊。

## 生涯
父の鄭札に続き、親子二代で孫権に仕える。文武の資質を兼ね備え、若い頃から名を知られた。
賢良に推挙された後、建安太守に任用された。呂壱の食客が郡内で法を犯すとこれを逮捕し、獄中で死に至らしめた。これを恨んだ呂壱の讒言を真に受け、孫権もまた激怒して鄭冑を召還したが、潘濬・陳表の弁護によって釈放された。
その後、宣信校尉を拝命。遼東半島の公孫淵が魏の侵攻を受けるとその救援に向かうが間に合わず、赤烏元年（238年）に公孫淵は滅亡した。
赤烏2年（239年）3月、遼東を守る魏の張持・高慮らを撃破し、男女の捕虜を得て帰還した。その後、執金吾に転任した。
太平2年（257年）8月、歩兵校尉の官にあり、丁密らと共に鄱陽郡・新都郡の反乱を鎮圧した。